# Микуличі (Володимирський район)
Мику́личі  (в радянський час - Микуличі І)— село в Україні, у Зимнівській сільській громаді Володимирського району Волинської області. Населення становить 387 осіб.

## Географія
Селом протікає річка Свинорийка.

## Історія
У 1906 році село Микулицької волості Володимир-Волинського повіту Волинської губернії. Відстань від повітового міста 15 верст, дворів 93, мешканців 786.
12 червня 2020 року, відповідно до розпорядження Кабінету Міністрів України № 708-р «Про визначення адміністративних центрів та затвердження територій територіальних громад Волинської області», увійшло до складу Зимнівської сільської територіальної громади.
19 липня 2020 року, в результаті адміністративно-територіальної реформи та ліквідації  Володимир-Волинського району(1940—2020), село увійшло до новоутвореного Володимир-Волинського району (від 18 липня 2022 Володимирського).

## Населення
Згідно з переписом УРСР 1989 року чисельність наявного населення села становила 491 особа, з яких 218 чоловіків та 273 жінки.
За переписом населення України 2001 року в селі мешкала 451 особа.

### Мова
Розподіл населення за рідною мовою за даними перепису 2001 року:
| Мова       | Відсоток |
| ---------- | -------- |
| українська | 99,78 %  |
| російська  | 0,22 %   |

## Відомі особистості

### Уродженці
- Гранат Касіян Харитонович (1888—1977) — український письменник.

### Мартиролог
Під час Другої Світової війни польські бандити вбили мешканців Микуличів:
1. Борейко Дмитро.
2. Войтюк Михайло (41 р., похований на кладовищі с. Микуличі).
3. Гранат Ладон (50 р., похований біля церкви).
4. Гранат (дружина).
5. Кордонець Федора (40 р., похована біля церкви).
6. Корчик Роман (76 р., поцілений в голову, що аж мозок витік. Тіло вкинули в колодязь, а паличку, якою підпирався, коли йшов, повісили на корбі, поруч лежав закривавлений картуз. Це було в жнива 1943 р. Похований на кладовищі села).
7. Корчик Оксана (65 р., (дружина) застрелена, похована біля церкви).
8. Костюк Назар Іванович (70 р., вбитий, майно і худоба забрана, як і в усіх, а кінь Назара прибіг додому аж навесні 1944 р., його ще в колгосп здали. Назар похований біля церкви).
9. Костюк Михайло.
10. Лукашук Архип (80 р., похований біля церкви).
11. Мельничук Якуб Миколайович (похований біля церкви).
12. Мовний Пилип Іванович (42 р., похований на кладовищі).
13. Озірський Панталій (42 р., похований на кладовищі).
14. Озірська Софія (40 р., похована на кладовищі).
15. Озірська Агрипина (8 р., похована на кладовищі).
16. Озірська Килина (40 р., похована на кладовищі).
17. Озірська Юстина Семенівна (20 р., похована на кладовищі).
18. Озірська Марина (16 р., похована на кладовищі).
19. Озірська Ольга (8 р., похована на кладовищі).
20. Паламар Олександр (50 р., похований біля церкви).
21. Паламар Феодосія (47 р., похована біля церкви).
22. Слобода Параска (45 р., похована на кладовищі).
23. Слобода Хома (50 р., похований на кладовищі).
24. Томчук Андрон Іванович (26 р., похований на кладовищі).
25. Церба Максим (70 р., похований біля церкви).
26. Янчук Уляна (50 р.).

Загинуло також 10 поляків.

## Пам'ятки
- На захід від села знаходиться лісовий заказник місцевого значення Микуличі.